# Wojciech Jan Śmietana
Wojciech Jan Śmietana (ur. 13 marca 1933 w Przemyślu, zm. 14 grudnia 2016 w Krakowie) – polski śpiewak operowy, nauczyciel akademicki.

## Życiorys
Był absolwentem Państwowej Wyższej Szkoły Muzycznej w Krakowie (1952-1965), na której to uczelni ukończył Wydziały: Nauczycielsko-Instruktorski oraz Wokalny. Edukację muzyczną kontynuował w Weimarze u Williego Domgraf-Fassbaendera oraz Lotte Schöne. Jeszcze podczas studiów odniósł pierwsze sukcesy artystyczne, kwalifikując się do finału Międzynarodowego Konkursu Bachowskiego w Lipsku (1964) oraz zdobywając wyróżnienie na XII Międzynarodowym Konkursie Wokalnym w ’s-Hertogenbosch (1965).
Od 1965 roku rozpoczął profesjonalną działalność koncertową, występując w Polsce i za granicą. W latach 1965–1982 występował na festiwalach m.in. w Besançon, Montreux-Vevey, Pradze, Edynburgu, Burgos, Brugii, Bregencji, Lucernie, Paryżu, Bremie oraz Norymberdze. Nagrywał również dla Polskiego Radia i wytwórni „Polskie Nagrania”. W jego repertuarze znajdowały się pozycje kantatowo-oratoryjne oraz pieśni różnych epok autorstwa kompozytorów polskich i zagranicznych. Podczas występów jako akompaniatorka towarzyszyła mu żona, Małgorzata Śmietana.
W latach 1963–1971 pracował jako nauczyciel śpiewu w krakowskiej Państwowej Średniej Szkole Muzycznej, natomiast od 1971 roku rozpoczął pracę na Akademii Muzycznej w Krakowie, gdzie od 1993 roku był profesorem wokalistyki. Był wieloletnim kierownikiem Katedry Wokalistyki. Ponadto w latach 1975-1980 występował na deskach Opery Krakowskiej.
Został pochowany na cmentarzu Rakowickim w Krakowie.

## Nagrody i wyróżnienia
Za swe zasługi został odznaczony Złotym Krzyżem Zasługi, Srebrnym Medalem „Zasłużony Kulturze Gloria Artis”, Medalem Komisji Edukacji Narodowej oraz uhonorowany nagrodami ministerialnymi. W 1971 roku został wyróżniony laurem Klubu Miłośników Muzyki przy Filharmonii Krakowskiej, natomiast 1972 roku otrzymał „Złotą Muzę” od wytwórni „Polskie Nagrania”.